# Buxaceae
Buxaceae (шимшири) је мала фамилија дикотиледоних биљака из истоименог реда (Buxales). Обухвата 4 или 5 родова са око 70 врста скривеносеменица.
Фамилија Buxaceae обухвата зимзелене вишегодишње зељасте биљке или ниско дрвеће. Цветови су једнополни, а биљке могу бити једнодоме или дводоме. Плод је чахура или коштуница. Биљке ове фамилије су дисјунктно распрострањене широм планете.

## Систематика фамилије
се деле на два трибуса — Buxeae (обухвата родове Buxus и Notobuxus) и Sarcococceae (обухвата преостале родове). Род Notobuxus се често укључује у род Buxus. Фосилни род Spanomera (стар око 100 милиона година) се такође сматра чланом фамилије шимшира.
У систему класификације APG III у ову фамилију се убраја и род Didymeles (претходно припадник фамилије Didymelaceae). Овај род сличан је трибусу Sarcococceae на основу фитохемијских особина и карактеристичне грађе полена.

## Галерија
- цваст врсте
- плодови врсте
- листови шимшира нападнути псилидама